# Koumoundourou-See
Der Koumoundourou-See (griechisch Λίμνη Κουμουνδούρου Limni Koumoundourou, einer der in der Antike Rheitoi altgriechisch Ῥειτοί genannten Seen) ist ein See in Attika auf dem Gemeindegebiet der Gemeinde Aspropyrgos, unmittelbar an das Gebiet der Gemeinde Chaidari angrenzend.

## Geografie
Es handelt sich beim Koumoundourou-See eigentlich um eine Meereslagune, zumal er auf nahezu Meereshöhe in unmittelbarer Nähe der Küste der Bucht von Elefsina gelegen ist. Heute trennt ihn die Autobahn Athen –Korinth vom Meer. Er enthält Brackwasser. Die Oberfläche des Sees beträgt ca. 143 000 m², seine maximale Länge und Breite 600 und 400 m. Der See ist zum größten Teil flach, mit einer durchschnittlichen Tiefe von 1,5 m, während die Tiefe im Bereich der Quellen am Seegrund 3,0 m erreicht.

## Geschichte
In der Antike befanden sich im Bereich des heutigen Koumoundourou-Sees zwei kleine Seen, die Rheitoi altgriechisch Ῥειτοί genannt wurden. Sie wurden von Quellen am Westhang des Berges Egaleo gespeist und hatten sich gebildet, als durch die Anlage der Straße entlang der Küste der Ablauf der Quellen blockiert wurde. Beim Bau des Straßendammes wurde Baumaterial gefunden, das offenbar von der einer eleusinischen Weihestätte stammte, die von Peisistratos errichtet und von den Persern im Jahre 479 v. Chr. zerstört worden war. Pausanias berichtet, die Seen seien nach der Überlieferung der Demeter sowie deren Tochter Persephone geweiht gewesen und nur deren Priester hätten das Recht gehabt, dort Fische zu fangen. Die beiden Seen blieben bis ins 19. Jahrhundert erhalten. Bis in die 1950er Jahre enthielten sie natürliche Fischbestände. Der nördliche, größere See Kephalari, wurde Anfang der 1950er Jahre trockengelegt und beim Bau der Öl-Raffinerie in Aspropyrgos verfüllt. Der heutige Name des Sees geht entweder auf den Namen der Grundbesitzern zurück, denen die Gegend im 19. Jahrhundert oder auf den des Premierministers Alexandros Koumoundouros (1817–1883), in dessen Amtszeit in der zweiten Hälfte der 1860er Jahre Erd- und Straßenbauarbeiten zwischen der Küste bei Skaramanga und dem See ausgeführt wurden.

## Ein kontaminiertes Biotop
Der See ist von verschiedenen Industriebetrieben und Ölraffinerien umgeben, die den See durch Ölunfälle und Leckagen verschmutzen. Die Raffinerien der Hellenic Petroleum haben unterirdische Öl-Leckagen verursacht, die Rohöl, Kerosin und Diesel enthielten und in den See abgaben. Auch die Lagerung erheblicher Mengen Polychlorierte Biphenyle durch die DEI ohne Maßnahmen zur Gefahrenabwehr und verschiedene Stahlindustriebetriebe sowie Einheiten für das Blei-Recycling von Batterien führte Blei-, Kadmium- und Zinnbelastungen im Boden, die 2 bis 20 Mal größer als normal sind. Darüber hinaus belasten Drainagen aus dem industrialisierten Einzugsgebiet mit Sickerwasser aus Deponien und Luftverschmutzung aus den Schornsteinen der Industrie den See.
Obwohl der See stark verschmutzt ist, ist der durch Wind unterstützte Wasserkreislauf so stark, dass eine starke Bioakkumulation von Schadstoffen vermieden wird. Der Ölfilm auf der Oberfläche des Sees wird zum Abfluss in die Bucht von Eleusis gedrückt und die Konzentration von Schwermetallen in Wasser und Sediment ist niedriger als in anderen Gebieten ohne Ölverschmutzung. In der Bodenzone des Sees kommen an tierischen Lebewesen großformatige, verschmutzungsresistente Nereis spp. vor sowie 64 Phytoplanktonarten. Der See beherbergt auch Meeräschen (Mugil spp.) und Aale (Anguilla anguilla).
Eine 2009 und 2010 durchgeführte Erfassung der Vögel des Koumoundourou-Sees durch die griechische Gesellschaft für Ornithologie ergab, dass der See 38 Vogelarten beherbergt, vor allem Wasservögel und Möwen. Am See wurden fünf der gefährdeten und vom Aussterben bedrohten Arten und Unterarten (Anhang I der EU-Richtlinie 79/409) beobachtet. Insbesondere wurde die Moorente, eine in der Roten Liste der bedrohten Brutvogelarten als vom Aussterben bedrohte Spezies, in der Gegend beobachtet. An Entenarten kommen die Löffelente, die Krickente, die Tafelente, die Schnatterente und die Pfeifente vor sowie Schwäne. Am See brüteten Blässhühner und Zwergtaucher.